# Luis Piazza

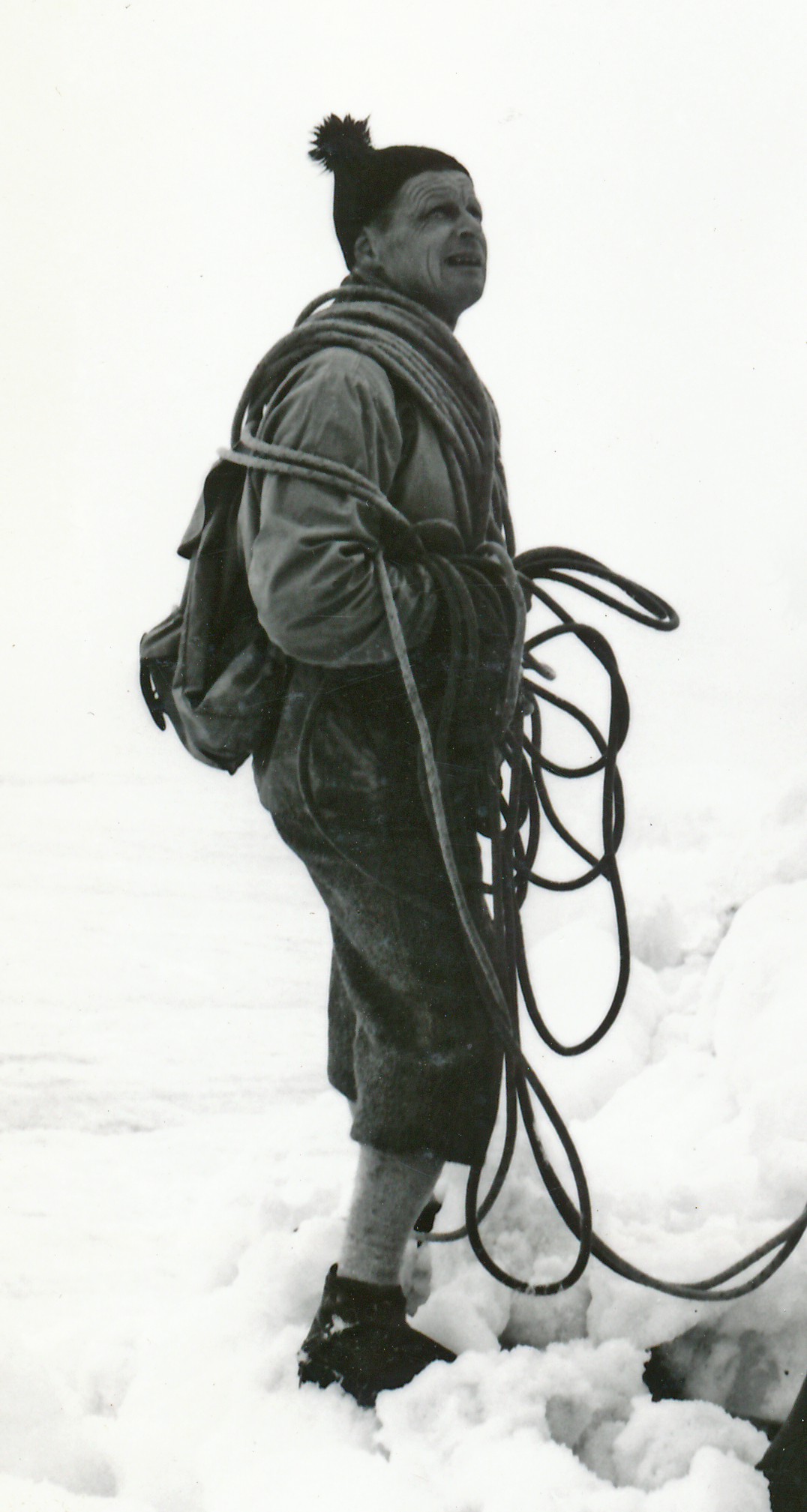
Luis Piazza da Cudan bei der Besteigung der Weißkugel am 26. August 1942

Luis Piazza (* 29. Januar 1908 in St. Ulrich in Gröden; † 15. November 1977 ebenda) war ein Grödner Bildhauer.

## Biographie
Am Hof Cudan geboren, verbrachte er lange Zeit seine Kindheit im nahen Raschötzer Wald als Hirt der hofeigenen Tiere.
In der Werkstatt des Vaters Johann Piazza erlernte er die Bildhauerkunst. Er besuchte die Kunstschule in St. Ulrich unter Ludwig Moroder, Guido Balsamo Stella und Adolf Keim.
Er unterrichtete von 1943 bis 1975 an derselben Kunstschule.
Luis Piazza war 1958 mit Robert Moroder, Alex Moroder, Albino Pitscheider, Hermann Moroder, Gilo Prugger und Heinrich Moroder sen. Mitbegründer des Museum Gherdëina in St. Ulrich.
Er wirkte im Kreis der Kunstschaffenden und in der Gruppe Ruscél in St. Ulrich bei jährlichen Ausstellungen mit und war Mitglied des Südtiroler Künstlerbundes.
Beim Zersägen eines Baumstammes verunglückte Piazza tödlich im Raschötzer Wald.

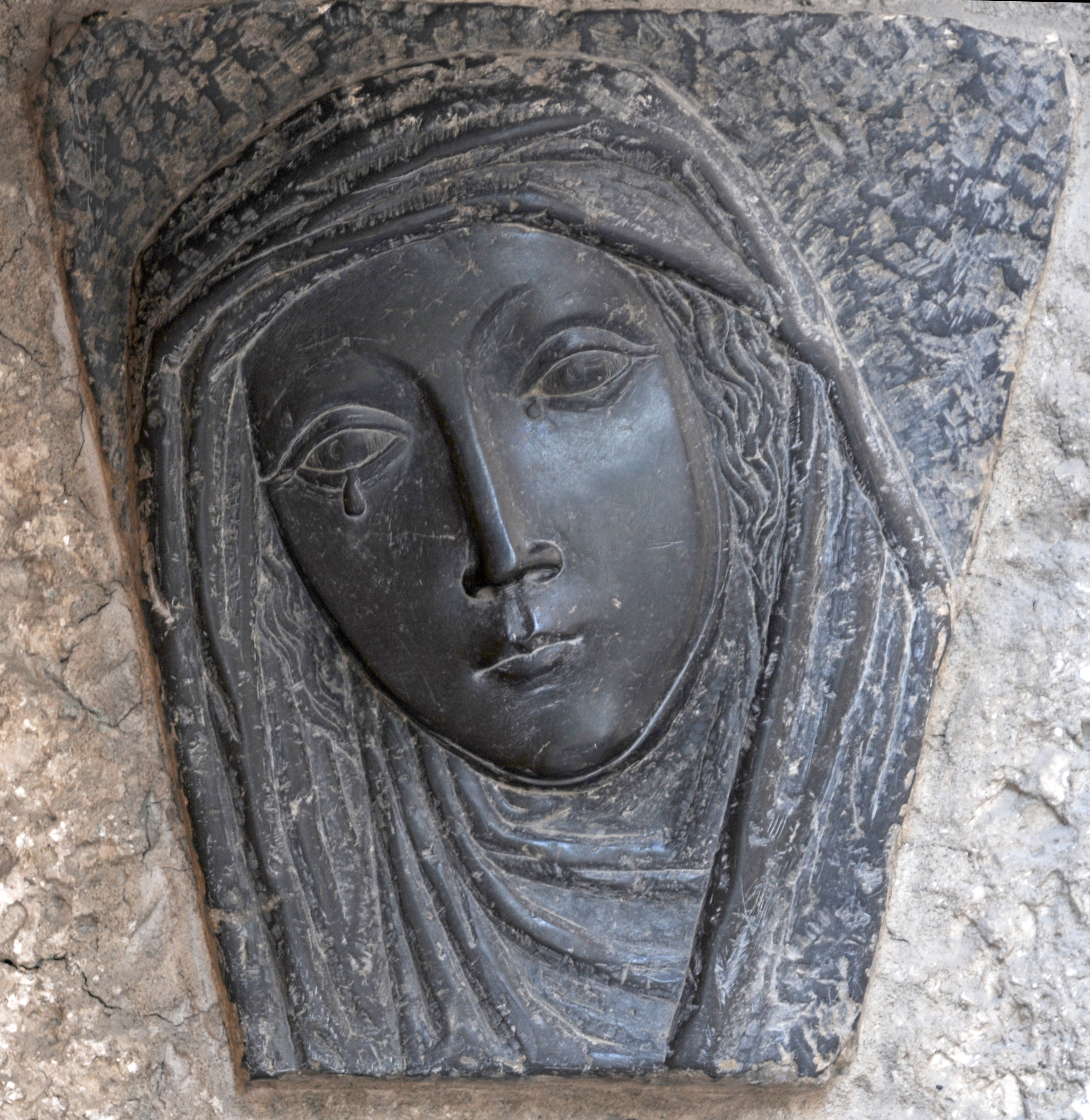
Madonnenbild von Absam an einer Hauswand in St. Ulrich in Gröden

## Werke
Zahlreiche Werke schuf er aus dem bodenständigen schwarzen Bellerophon-Gestein. Luis Piazza betätigte sich auch als Aquarellist von Berglandschaften, experimentierte aber auch mit abstrakter Malerei.

Madonna im Bellerophongestein von Luis Piazza an einer Hausfassade in St. Ulrich

## Ausstellungen
- 1940 VII Triennale von Mailand
- 1942 IX Sindacale d'arte di Bolzano, Bozen
- 1978 Gedächtnisausstellung in St. Ulrich
- 1989 Ausstellung mit Peter Demetz-Fëur im Museum Gröden.

## Bibliographie
- Frida Piazza, Carlo Galasso, Mathias Frei, Liliana Marchetto, Rudolf Moroder-Rudolfine: Luis Piazza Cudan-Pinoi. Eigenverlag, St. Ulrich in Gröden 1978 (deutsch, italienisch, ladinisch).
- Toni Senoner: Na mostra de lecurdanza de doi artistc de Gherdëina Luis Piazza Peter Dmetz. Calënder de Gherdëina 1989, Union di Ladins de Gherdëina St. Ulrich 1988 (ladinisch).
- Gert Ammann: Graphik. 1900-1950. Grafica. Südtirol Alto Adige Tirol Trentino. Ausstellungskatalog, Bozen/Trient/Innsbruck 1980/1981, S. 142 Aquarell Hof in Grödental, S. 143 6 Holzschnitte Höfe im Grödental.